# Wagamama
Wagamama er en international kæde af fast food-restauranter, der serverer asiastisk mad.
Navnet Wagamama betyder egoisme på japansk.
Den første restaurant åbnede i Bloomsbury, London i 1992. Kæden blev grundlagt af Alan Yau, der også står bag et par kinesiske restauranter i London. I dag har kæden restauranter i London, i det øvrige Storbritannien og Irland, i Australien, New Zealand, Schweiz, Tyrkiet og USA samt i byerne Amsterdam, Antwerpen, Istanbul, Cairo, Dubai, Nicosia og København. Den københavnske restaurant ligger på Tiegensgade ved Tivoli og åbnede 15. april 2006.
Køkkenet er inspireret de japanske Japans ramen-shops, der har eksisteret i 200 år. Ramen er kinesiske nudler serveret i suppe tilsat forskellige grøntsager eller kød og krydderurter. 